# Pedro Antonio Sánchez Moñino
|  | No s'ha de confondre amb Pedro Antonio Sánchez. |

Pedro Antonio Sánchez Moñino (Asp, Vinalopó Mitjà, 12 de desembre de 1986) és un exfutbolista professional valencià que jugava com a extrem o de vegades de mitjapunta.
Va participar en més de 350 partits de Segona Divisió durant la seva carrera, amb molts equips diferents.

## Carrera de club
Nascut a Asp, Pedro es va formar al planter de l'Alacant CF i va debutar com a sènior amb l'Alacant CF B el 2005. Fou promocionat al primer equip l'estiu de 2008, i hi va debutar com a professional el 23 de novembre, entrant a la segona part en un empat 0–0 a fora contra el Rayo Vallecano en partit de lliga de Segona Divisió.
Pedro va marcar el seu primer gol com a professional el dia 1 de març de 2009, el primer del seu equip en una victòria per 2–1 contra la SD Eibar. Va acabar la temporada amb 27 partits i dos gols, i l'equip va descendir de categoria.
El 22 de juny de 2009, Pedro va signar contracte amb el Reial Múrcia CF de Segona Divisió B. En el seu segon any va fer la millor marca golejadora de la seva carrera, amb 13 gols, ajudant els Pimentoneros a tornar a segona divisió en el seu primer intent.
El 17 de juliol de 2012, Pedro va fitxar pel Córdoba CF també de segona divisió. Va continuar competint en la mateixa categoria les següents temporades, representant el Reial Saragossa, Elx CF, Granada CF, Deportivo de La Coruña i Albacete Balompié.